# Mange Hellberg

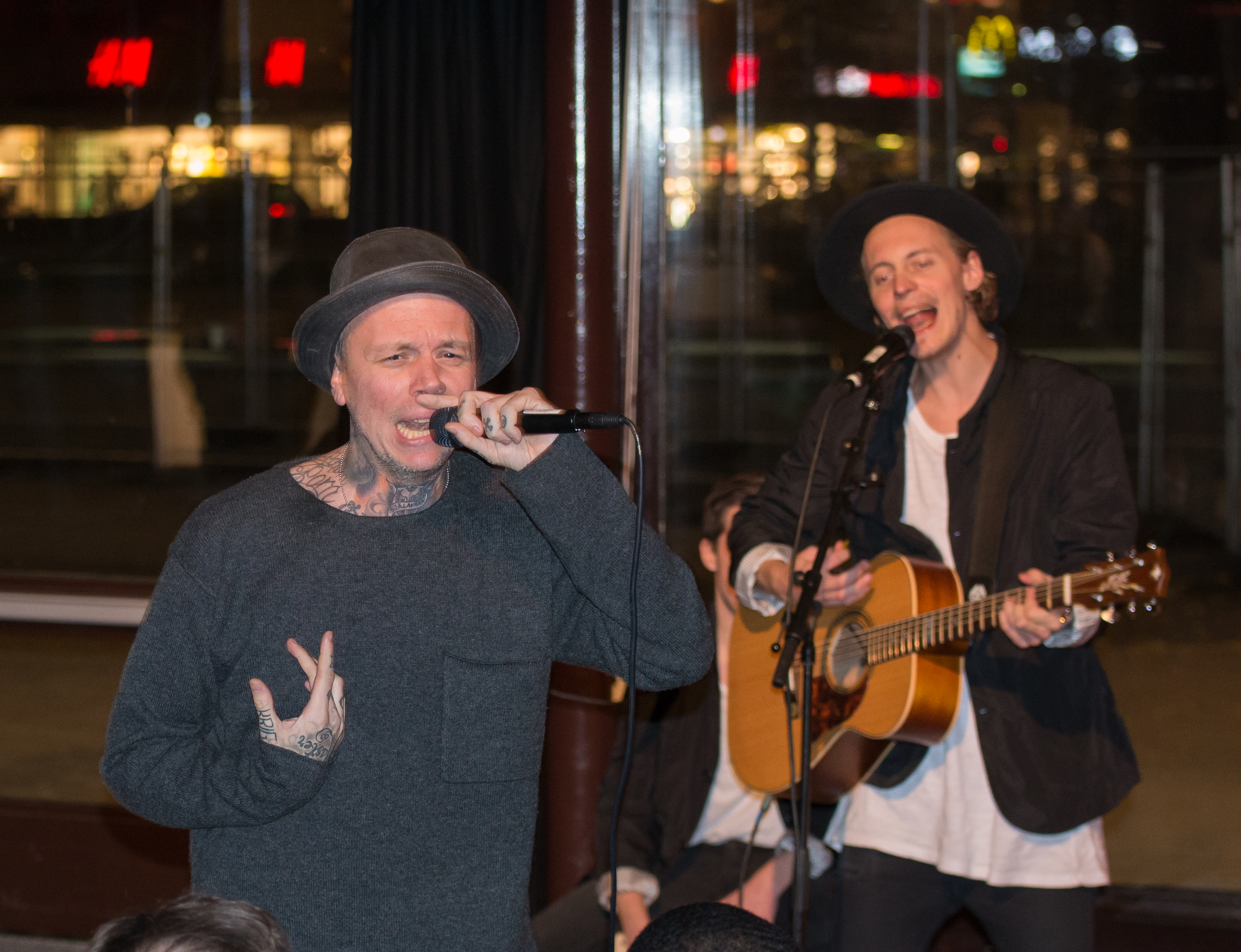
Mange Hellberg på Kulturhuset i Stockholm 2014.

Magnus Hellberg, (Mange Hellberg), född 11 april 1974 i Stockholm, är en svensk sångare och konstnär.

## Biografi
Mange Hellberg är en svensk musiker och konstnär från Stockholm uppvuxen i Sundsvall. Han slog igen med singeln Simma eller Sjunk från albumet Varför börja med sig själv när man kan rädda världen och har släppt tre fullängdsalbum och två konstböcker. Mange Hellberg har målat och skapat musik sedan tidig ålder. Han startade sitt första punkband FFMF i åttonde klass på Bergsåkers skola 1988.
År 2000 släppte Mange den Rob'n'Raz-producerade låten ”Pappa” under namnet: Alias på Stockholm Records. 2009 släppte Magnus sitt rapdebutalbum A.D.H.D (Alla Dårar Har Drömmar) producerad av DJ Large, Collén & Webb och Flyphonic, under synonymen Mange Myt på Ninetone Records. 
Magnus slopade ”Mange Myt”-aliaset och började sjunga under sitt namn Mange Hellberg. 2010 släppte Mange en cd-singel som var en cover på Nationalteaterns ”Kolla Kolla” i samarbete med Café Slink In i Sundsvall. Alla intäkter från singeln gick till de hemlösa i Sundsvall.
2010 grundade Mange Hellberg föreningen Själavärk tillsammans med en barndomsvän. Själavärk arrangerade bl.a. en stödgala mot våld i hemmet samt hade flera olika projekt i skolor m.m. för att öka kunskap kring utanförskap. De ordnade även varje år en julklappsinsamling till behövande, hemlösa samt kvinnojourer.
Det recensenthyllade albumet där rap hade bytts ut mot sång hade titeln: Varför börja med sig själv när man kan rädda världen?, släpptes 2012 under det egna bolaget: Mange Hellberg Ent. Albumet som producerades av Tobias "Arka" Lindberg från Flyphonic, uppmärksammades i bland annat Metro. Denna debut hade föregåtts av digitalt släppta singlar som Full när jag är tuff, Mamma, Simma eller sjunk och Christer P (Lallare). Full när jag är tuff - del 2 ft. Näääk tog sig in på Digilistans plats 36 den 8 april 2012 och Simma eller sjunk tog en 22:a plats precis tre månader senare. I samband med releasen gjorde även Mange Hellberg en uppmärksammad bensinmacksturné i samarbete med Renault.
Under 2013 beslutade sig Mange Hellberg för att låna ut sitt Instagram-konto till en hemlös kvinna i Sundsvall för att belysa en annan sida av verkligheten på sociala medier. Tilltaget blev uppmärksammat och Aftonbladet kallade det för en ny form av journalistik. För att lyfta fram missbruk och skapa debatt kring det skapade även Mange tillsammans med Elly Yarali och Sanna Lindqvist ett konto på Instagram som heter Insidan som räknas där utsatta får chansen att berätta sin livshistoria.
En första singel från nästa album släpptes 1 december 2013 och heter När Svensson har gått och lagt sig.
2015 släppte Hellberg experimentalbumet Hellberg och dalbana på Universal Music: Svenska inspelningar.
2017 släppte han sitt tredje album Naken som är en väldigt soulig och avskalad skiva på Universal Music: Svenska Inspelningar. Samma år släppte han sin första konst- och diktbok Hotell Hellberg.
2019 släppte han sin andra konst- och diktbok Kärlek på idiotiska på Placenta bokförlag.
Mange Hellbergs musik och konst har fått ett eget konto på Instagram där människor har tatuerat in Manges konst och musik. Över 400 personer som skickat in sina bilder på sina Mange Hellberg-relaterade tatueringar till kontot. Manges konst och dikter publiceras varje månad i Tidningen Faktum i Göteborg, en tidning för de hemlösa som säljs av hemlösa och utsatta i samhället.
Hellberg har i intervjuer öppet berättat om en tuff uppväxt och har utöver musiken också gjort sig känd för sitt sociala engagemang. För detta arbete blev han utnämnd till Årets Drake i Sundsvall 2010. 

## Diskografi

### Album
- 2009 A.D.H.D (Alla dårar har drömmar)
- 2012 Varför börja med sig själv när man kan rädda världen?
- 2015 Hellberg & Dalbana
- 2017 Naken

### Singlar och EP
2012
- Full när jag är tuff (Släpptes som video 2011)
- Mamma
- Simma eller sjunk
- Christer P (Lallare)

2013
- Christer P (Lallare) - Remix (feat. Zacke)
- Varför börja med sig själv när man kan rädda världen?
- När Svensson har gått och lagt sig

2014
- Mot alla mods (opluggad)

2022
- Boring 747

### Medverkar
2012
- Älskling jag vill inte dö för dig ikväll (Kalle Gracias)